# Governança corporativa
Governança corporativa (português brasileiro) ou governo das sociedades ou das empresas (português europeu) é o conjunto de processos, costumes, políticas, leis, regulamentos e instituições que regulam a maneira como uma empresa é dirigida, administrada ou controlada, abrangendo tanto as relações internas à firma quanto seu ambiente institucional. O termo inclui também o estudo sobre as relações entre os diversos atores envolvidos (os stakeholders) e os objetivos pelos quais a empresa se orienta.  Os principais atores tipicamente são os acionistas, a alta administração e o conselho de administração.  Outros participantes da governança corporativa incluem os funcionários, fornecedores, clientes, bancos e outros credores, instituições reguladoras (como a Comissão de Valores Mobiliários, o Banco Central etc.) e a comunidade em geral. Muitas vezes nota-se que esta palavra é utilizada de maneira equivocada como sinônimo de Administração. A governança preocupa-se com os stakeholders enquanto que a Administração é voltada basicamente para a gestão interna das empresas. 
Governança corporativa é uma área de estudo com múltiplas abordagens. Uma das principais preocupações é garantir a adesão dos principais atores a códigos de conduta pré-acordados, através de mecanismos que tentam reduzir ou eliminar os conflitos de interesse e as quebras do dever fiduciário. Um problema relacionado, entretanto normalmente tratado em outro fórum de discussão é o impacto da governança corporativa na eficiência econômica, com uma forte ênfase em maximizar valor para os acionistas.
Há, ainda, outros temas em governança corporativa, como a preocupação com o ponto de vista dos outros stakeholders que não os acionistas, bem como o estudo dos diversos modelos de governança corporativa ao redor do mundo. Assim, o corporate governance (ou o governo das sociedades) é composto pelo conjunto de mecanismos e regras pelas quais se estabelecem formas de controle da gestão das sociedades de capital aberto, e onde se incluem instrumentos para monitorização e possibilidade de responsabilização dos gestores pelas suas decisões (ou actos de gestão). A governança corporativa visa diminuir os eventuais problemas que podem surgir na relação entre gestores e acionistas e, consequentemente, diminuir o risco de custos da agência.
Tem havido um renovado interesse no assunto de governança corporativa desde 2001, particularmente devido aos espetaculares colapsos de grandes corporações norte-americanas como a Enron Corporation e Worldcom. Em 2002, o governo federal norte-americano aprovou a Lei Sarbannes-Oxley, com o propósito de restaurar a confiança do público em geral na governança corporativa.

## Definição
A governança corporativa visa a aumentar a probabilidade de os fornecedores de recursos garantirem, para si, o retorno sobre seu investimento, por meio de um conjunto de mecanismos no qual se inclui o conselho de administração. O tema possui importância crescente, por ser bem difundida a hipótese de que a estrutura de governança afeta o valor da empresa. A questão é descobrir se existe uma estrutura de governança corporativa "melhor" ou "ideal". Vários códigos de governança foram elaborados com esta intenção. No Brasil, destacam-se os códigos do Instituto Brasileiro de Governança Corporativa (IBGC) e da Comissão de Valores Mobiliários (CVM).
A governança é a capacidade das sociedades humanas para se dotarem de sistemas de representação, de instituições e processos e de corpos sociais para elas mesmas se gerirem em um movimento voluntário. Esta capacidade de consciência (o movimento voluntário), de organização (as instituições, os corpos sociais), de conceitualização (os sistemas de representação) e de adaptação a novas situações é uma característica das sociedades humanas. É um dos traços que as distinguem das outras sociedades de seres vivos, animais e vegetais.
Foram as instituições de Bretton Woods – Banco Mundial, Fundo Monetário Internacional – que a puseram na moda. Ela engloba, com efeito, o conjunto dos poderes legislativo, executivo e judiciário, a administração, o governo, o parlamento, os tribunais, as coletividades locais, a administração do Estado, a Comissão Europeia, o sistema das Nações Unidas... A emergência progressiva dos Estados, dos princípios e das modalidades de governança pacífica, em sociedades sempre mais povoadas e sempre mais complexas, é o sinal e, para alguns, a própria definição de civilização.
Ora, a governança corporativa consiste, precisamente, na criação de mecanismos tendentes à minimização da assimetria de informação existente entre a gestão e os detentores da propriedade ou de interesses relevantes (daí, ter-se evoluído da consideração dos shareholders para outros stakeholders), de forma a permitir uma monitorização tão próxima quanto possível da associação dos objetivos da gestão àquela dos stakeholders: maximizar o valor da empresa. Dito de outra forma, "corporate governance é uma área [...] que investiga a forma de garantir/motivar a gestão eficiente das empresas, utilizando mecanismos de incentivo como sejam os contratos, os padrões organizacionais e a legislação. O que, frequentemente, se limita à questão da melhoria do desempenho financeiro, como, por exemplo, a forma como os proprietários das empresas podem garantir/motivar os gestores das empresas a apresentarem uma taxa de retorno competitiva". Confira a definição defendida pelo Instituto Português do Corporate Governance em http://www.cgov.pt/.

## História

### As crises da governança
Apesar dos avanços da governança em escala internacional e da recente reabilitação do Estado no próprio seio de instituições internacionais tradicionalmente pouco simpáticas ao setor público, existe uma profunda crise da ação pública desde o final dos anos 1970, mais ou menos em todo o mundo. Estão, na moda, a crise do Estado, a crítica do setor público, o fracasso da Organização das Nações Unidas e o euroceticismo. Observa-se, em muitos países, o desmantelamento dos sistemas estatais pelo tríplice movimento da privatização dos serviços públicos, da mundialização dos mercados e da descentralização. A implosão dos regimes de economia planejada na Europa e a abertura ao mercado dos regimes comunistas da Ásia, a crise financeira e moral do Estado-providência na maioria das democracias ocidentais, a rápida mundialização das trocas comerciais e dos mercados financeiros puderam dar, nos anos que se seguiram à queda do muro de Berlim, o sentimento de uma vitória do neoliberalismo e da "revolução conservadora"..
A década de 1960 fora aquela do Estado triunfante. A União Soviética, com a conquista do espaço, parecia mostrar sua capacidade, ao menos técnica, de alcançar os Estados Unidos. No terceiro mundo, planejamento e capitalismo público pareciam, na ausência de tradições industriais ou empresariais locais, o caminho principal e programado do desenvolvimento. Nos países desenvolvidos, os Estados aperfeiçoavam seus instrumentos e suas políticas para enquadrar as economias nacionais, garantir o pleno emprego, organizar as transferências sociais necessárias e oferecer, a cada um, a proteção do Estado Providência.
Na década de 1980, houve uma mudança completa de discurso e de cenário. O Estado-nação ficou na berlinda. Sua autonomia e seu poder foram erodidos. Erodidos por cima comː a mundialização da economia e a globalização dos mercados financeiros; o papel crescente da União Europeia, das diretrizes de Bruxelas e dos critérios de convergência de Maastricht; o desenvolvimento das convenções internacionais, como o Acordo Geral de Tarifas e Comércio; e o aumento do poder das grandes firmas multinacionais, sempre pouco ligadas aos países em que nasceram. Erodidos por baixo, comː a descentralização; o aumento dos poderes locais e das reivindicações autonomistas; e o enfraquecimento dos grandes corpos intermediários políticos, sindicais, religiosos e sociais que garantiam, em escala nacional, o diálogo entre o Estado e a sociedade.

## As oito principais características da "boa governança"
1. Participação
2. Estado de direito
3. Transparência
4. Responsabilidade
5. Orientação por consenso
6. Igualdade e inclusividade
7. Efetividade e eficiência
8. Prestação de contas (accountability)

### Participação
Participação significa que homens e mulheres devem participar sem distinção e igualmente das atividades de governo. A participação deve contemplar a possibilidade de participação direta ou participação indireta através de instituições ou representantes legítimos. A participação implica a existência de liberdade de expressão e liberdade de associação de um lado, e uma sociedade civil organizada de outro lado. O princípio, apesar de parecer utópico, é perfeitamente possível desde que existam leis claras e específicas que garantam os termos propostos; e desde que existam iniciativas do Estado visando à sustentação dos termos.

### Estado de Direito
A boa governança requer uma estrutura legal justa que se aplica a todos os cidadãos do Estado independentemente de sua riqueza financeira, de seu poder político, de sua classe social, de sua profissão, de sua raça e de seu sexo. A boa governança deve garantir total proteção dos direitos humanos, pertençam as pessoas a maiorias ou a minorias sociais, sexuais, religiosas ou étnicas. A boa governança deve garantir que o poder judiciário seja independente do poder executivo e do poder legislativo. A boa governança deve garantir que as forças policiais sejam imparciais e incorruptíveis.

### Transparência
Mais do que "a obrigação de informar", a administração deve cultivar o "desejo de informar", sabendo que, da boa comunicação interna e externa, particularmente quando espontânea, franca e rápida, resulta um clima de confiança, tanto internamente, quanto nas relações da empresa com terceiros. A comunicação não deve restringir-se ao desempenho econômico-financeiro, mas deve contemplar também os demais fatores (inclusive intangíveis) que norteiam a ação empresarial e que conduzem à criação de valor. No Brasil, existe a Lei de Responsabilidade Fiscal, que induz o gestor público à transparência de seus atos. Essa transparência pode ser melhorada, significativamente, com instrumentos como a Demonstração do Resultado Econômico, com o contracheque econômico e o balanço social.

### Responsabilidade
As instituições governamentais e a forma com que elas procedem são desenhadas para servir os membros da sociedade como um todo e não apenas pessoas privilegiadas. Os processos das instituições governamentais são desenhados para responder as demandas dos cidadãos dentro de um período de tempo razoável.

### Decisões orientadas para um  Consenso
As decisões são tomadas levando-se em conta que os diferentes grupos da sociedade necessitam mediar seus diferentes interesses. O objetivo da boa governança na busca de consenso nas relações sociais deve ser a obtenção de uma concordância sobre qual é o melhor caminho para a sociedade como um todo. Além disso, as decisões também devem ser  tomadas levando em conta a forma como tal caminho pode ser trilhado. Essa forma de obter decisões requer uma perspectiva de longo prazo para que ocorra um desenvolvimento humano sustentável. Essa perspectiva também é necessária para conseguir atingir os objetivos desse desenvolvimento.

### Igualdade e inclusividade
A boa governança deve assegurar igualdade de todos os grupos perante os objetivos da sociedade. O caminho proposto pelo governante deve buscar promover o desenvolvimento econômico de todos os grupos sociais. As decisões devem assegurar que todos os membros da sociedade sintam que façam parte dela e não se sintam excluídos em seu caminho para o futuro. Esta abordagem requer que todos os grupos, especialmente os mais vulneráveis, tenham oportunidade de manter e melhorar seu bem-estar.

### Efetividade e eficiência
A boa governança deve garantir que os processos e instituições governamentais devem produzir resultados que vão ao encontro das necessidades da sociedade ao mesmo tempo em que fazem o melhor uso possível dos recursos à sua disposição. Veja Lei do Ótimo de Pareto. Isso também implica que os recursos naturais sejam usados sustentavelmente e que  o ambiente seja protegido.

### Suporte à auditoria fiscalizadora
As instituições governamentais, as instituições do setor privado e as organizações da sociedade civil deveriam ser fiscalizáveis pelas pessoas da sociedade e por seus apoiadores institucionais. De forma geral, elas devem ser fiscalizáveis por todas aquelas pessoas que serão afetadas por suas decisões, atos e atividades.

## Códigos e directrizes

### Princípios da Organização para a Cooperação e Desenvolvimento Económico
Algumas das orientações mais influentes em matéria de governo das sociedades são os Princípios de Governo das Sociedades do G20G20/OCDE, publicados pela primeira vez como Princípios da OCDE em 1999, revistos em 2004 e novamente revistos e aprovados pelo G20 em 2015. Com base no trabalho da OCDE, de outras organizações internacionais, de associações do sector privado e de mais de 20 códigos nacionais de governo das sociedades, foi criado o Intergovernmental Expert Working Group On International Standards of Accounting and Reporting(ISAR) para elaborar um guia de boas práticas sobre a divulgação do governo das sociedades.

### Outras orientações
O Conselho Empresarial Mundial para o Desenvolvimento Sustentável(WBCSD) tem desenvolvido trabalho sobre a governação das empresas, em especial sobre a contabilidade e a apresentação de relatórios. Em 2009, a Corporação Financeira Internacionale o Pacto Global das Nações Unidaspublicaram o relatório Governação das empresas: a base para a cidadania empresarial e as empresas sustentáveis, associar as responsabilidades ambientais, sociais e de governação de uma empresa ao seu desempenho financeiro e à sustentabilidade a longo prazo.
Em 2021, foi publicada a primeira norma internacional ISO 37000 como guia para a boa governação. O guia centra-se no objetivo que está na base de todas as organizações, ou seja, a razão significativa da sua existência. Os valores definem tanto o objetivo como a forma de o alcançar.